# Shane Osayande
Shane Osayande (Toronto, Ontario, 20 de enero de 1993) es un baloncestista canadiense que actualmente integra la plantilla de los Saskatchewan Rattlers de la Canadian Elite Basketball League. Con 2 metros de altura, juega habitualmente en las posiciones de alero y ala-pívot. Representa a Palestina a nivel internacional.

## Trayectoria
Osayande asistió a la Universidad de Saskatchewan de Saskatoon, donde jugó para los Huskies en los torneos de la Canadian Interuniversity Sport por tres temporadas.
Su debut como profesional fue con los Cape Breton Highlanders en la temporada 2017-18 de la NBL de Canadá.
En 2018 dejó su país por primera vez para fichar con los Toros de Aragua de la Liga Profesional de Baloncesto de Venezuela. Tras esa experiencia, jugó una temporada en la Liga LEB Plata de España con el Círculo Gijón, antes de regresar a Saskatoon, pero esta vez para jugar con los Saskatchewan Rattlers, equipo con el que se consagraría campeón de la temporada inaugural de la CEBL.
Jugó con el equipo Saskatoon en el Master de Saskatoon del Tour Mundial de Baloncesto 3x3 de 2019, y luego regresó a la Liga LEB Plata española como refuerzo del CB Prat.
En 2020 retornó a los Saskatchewan Rattlers para disputar la temporada abreviada de la CEBL.
Posteriormente acumularía breves experiencias en Europa (jugando para el Haukar de la Úrvalsdeild karla de Islandia, el Barreirense de la Liga Portuguesa de Basquetebol y el Erdgas Ehingen de la ProA de Alemania), desembarcando en Oriente Próximo a comienzos de 2022, tras ser contratado por el Al-Najma Manama de Baréin. Actuó luego en equipos de Palestina, Líbano y Catar, siendo repatriado en enero de 2023 por los Brampton Honey Badgers para disputar la BCLA.

## Selección nacional
Aunque Osayande nació en Canadá como descendiente de inmigrantes nigerianos, en 2022 acordó representar internacionalmente a Palestina. Debutó ese mismo año en los partidos de clasificación para el Campeonato FIBA Asia de 2025. 